# Ver
Ver ist eine französische Gemeinde im Département Manche in der Region Normandie mit 384 Einwohnern (Stand: 1. Januar 2022). Ver gehört zum Arrondissement Coutances und zum Kanton Quettreville-sur-Sienne. Die Einwohner werden Vérotins genannt.

## Geografie
Ver liegt etwa 33 Kilometer südsüdöstlich von Saint-Lô im Süden der Halbinsel Cotentin am Fluss Sienne, in den hier der Airou mündet. Umgeben wird Ver von den Nachbargemeinden Lengronne im Norden, Gavray-sur-Sienne im Osten und Südosten, La Meurdraquière im Süden, Le Loreur im Südwesten sowie Cérences im Westen.

## Bevölkerungsentwicklung
| 1962                       | 1968 | 1975 | 1982 | 1990 | 1999 | 2006 | 2018 |
| -------------------------- | ---- | ---- | ---- | ---- | ---- | ---- | ---- |
| 521                        | 484  | 461  | 389  | 320  | 286  | 356  | 376  |
| Quellen: Cassini und INSEE |      |      |      |      |      |      |      |

## Sehenswürdigkeiten

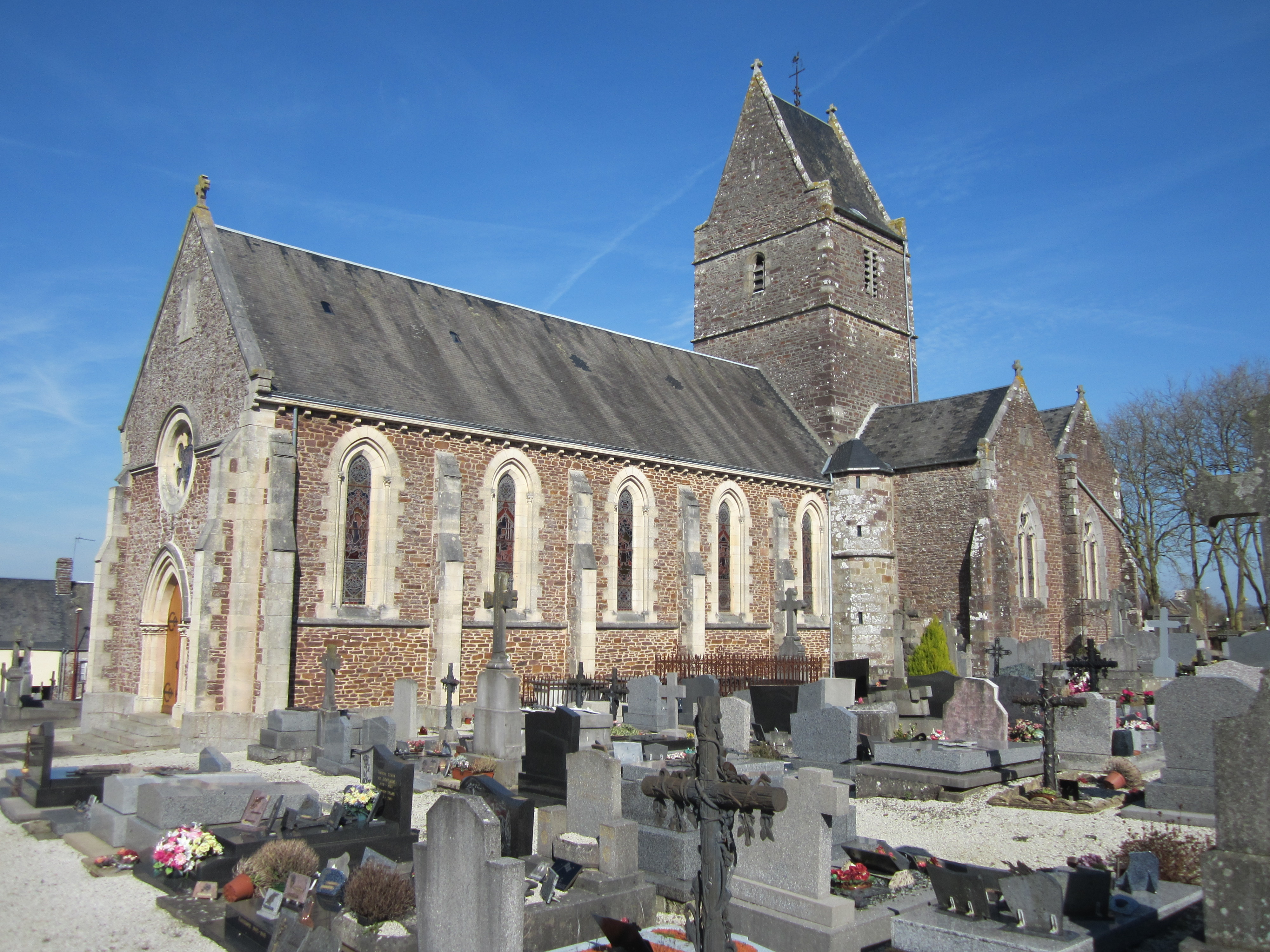
Kirche Notre-Dame

- Kirche Notre-Dame aus dem 13. Jahrhundert
- Schloss aus dem 16. Jahrhundert
- Mühle von Valencey